# In die Enge getrieben
In die Enge getrieben (Originaltitel: Tight Spot) ist ein US-amerikanischer Kriminalfilm aus dem Jahr 1955 von Phil Karlson nach dem Theaterstück Dead Pigeon von Lenard Kantor.

## Handlung
Der Ganove Pete Tonelli, Kronzeuge im Prozess gegen den Gangster Benjamin Costain wird trotz Polizeischutz auf offener Straße erschossen. Als letzte Möglichkeit sieht Staatsanwalt Lloyd Hallett nun die inhaftierte Ex-Freundin Tonellis, Sherry Conley.
Da Conley bezeugen kann, dass Costain einen Mafiakiller ins Land geschmuggelt hat, versucht Hallett sie zu einer Aussage vor Gericht zu überreden. Er versteckt sie in einem Hotelzimmer und lässt die junge Frau von dem Polizisten Vince Striker und der Justizvollzugsangestellten Willoughby bewachen. Conley ist sich über ihre Zeugenaussage unsicher, selbst als Hallett ihr im Gegenzug Straffreiheit anbietet.  Während des gemeinsamen Hotelaufenthalts und aufgrund des stupiden Fernsehprogramms kommen Striker und Conley ins Gespräch. Nachdem der Polizist erfahren hat, dass die junge Frau offensichtlich unschuldig verurteilt wurde, nähern sich die beiden an.
Zwischenzeitlich hat Costain von der neuen Zeugin und deren Aufenthaltsort erfahren. Er schickt vier seiner Leute, um Conley zu töten. Als Mechaniker verkleidet dringen die Männer in das Hotelzimmer ein und eröffnen das Feuer.  Conley wird in den Arm geschossen und nur leicht verletzt, Willoughby allerdings schwer verletzt, bevor es Striker gelingt, einen der Mörder zu erschießen und die übrigen in die Flucht zu schlagen.
Striker und Hallett überlegen zunächst das Versteck zu wechseln, verwerfen die Idee jedoch, da Costain jeden ihrer Schritte überwacht. Striker schenkt Conley ein Kleid, welches sie zur Fahrt ins Hotel in einem Schaufenster gesehen hat. Die junge Frau hält dieses zunächst für einen weiteren Versuch Hallets sie zur Aussage zu bewegen.
Als Striker das Hotel verlässt, wird er von Costain und seinen Männern abgefangen. Striker stellt sich als korrupter Polizist heraus, der seit 10 Jahren für Costain arbeitet. Die Gangster befragen Striker, wieso er den Mordversuch im Hotelzimmer verhindert hat. Striker kann sein Verhalten mit seiner Tarnung rechtfertigen, bekommt von Costain aber ein Ultimatum gestellt, ihnen Zugang zum Hotelzimmer zu verschaffen, da er erfahren hat, dass Hallet die Zeugin als Schutz nun doch ins Stadtgefängnis bringen möchte.
Hallet hat indessen ein Treffen mit Clara, der Schwester Costains eingefädelt. Seine Hoffnung, der Kontakt könnte positiv auf die Entscheidung der Zeugenaussage wirken, stellt sich leider als falsch heraus, da sich die beiden Frauen nur streiten. Conley entscheidet sich gegen eine Aussage vor Gericht. Als Striker ins Hotel zurückkommt, diskutiert der Polizist mit Hallet über die Sicherheit der Zeugin und den Sinn der Verhandlung. Dabei verrät er sich mit der Information des Umzugs ins Stadtgefängnis fast bei Hallet. Ein überraschender Anruf unterbricht das Gespräch der Männer. Sie erfahren, dass Willoughby an den Folgen der Schussverletzung gestorben ist.
Nun willigt Conley, die Willoughby mochte und respektierte, ein, gegen Costain auszusagen. Kurz vor der Fahrt ins Stadtgefängnis versucht Striker sie vergeblich von der Aussage abzubringen. Zögernd öffnet Striker das Badezimmer, um den Mörder einen Zugang ins Hotelzimmer zu verschaffen.
Kurz bevor der Mörder eintrifft, kehrt Hallett zurück, um Conley zum Stadtgefängnis zu eskortieren, von wo aus sie in den Gerichtssaal gebracht werden soll, um ihre Aussage zu machen. Das Gespräch mit Hallett bringt den nervösen Striker an einen moralischen Zerreißpunkt. Er stürmt ins Schlafzimmer, erschießt den gerade eindringenden Mörder, wird von diesem aber selber tödlich getroffen. Durch das von innen entriegelte Fenster erkennen Conley und Hallett, dass Striker für den Gangster gearbeitet hat.
Im Gerichtssaal gibt Conley ihren Wohnort als „im Frauengefängnis“ sowie ihren momentanen Beruf als „Hauptbelastungszeugin“ an.

## Rezeption
Das Lexikon des internationalen Films bezeichnete den Film als „Routiniert, aber etwas langatmig und dialogreich konstruierter Kriminalfilm mit einigen gut motivierten Spannungsmomenten und überzeugenden Darstellern“.
Bei Rotten Tomatoes gaben 67 % der Kritiker und 55 % der Zuschauer dem Film eine positive Bewertung.

## Synchronisation
Die deutsche Synchronbearbeitung entstand 1955 unter der Dialogregie von Alfred Vohrer bei der Ultra-Film GmbH Berlin.
| Darsteller         | Synchronsprecher    | Rolle               |
| ------------------ | ------------------- | ------------------- |
| Ginger Rogers      | Edith Schneider     | Sherry Conley       |
| Edward G. Robinson | Werner Lieven       | Lloyd Hallett       |
| Brian Keith        | Horst Niendorf      | Vince Striker       |
| Tom Greenway       | Erich Poremski      | Aufzugstechniker    |
| Lorne Greene       | Konrad Wagner       | Benjamin Costain    |
| Robert Nichols     | Herbert Stass       | Bräutigam           |
| Eve McKeagh        | Alice Treff         | Clara Moran         |
| John Larch         | Klaus Miedel        | Detective           |
| Helen Wallace      | Eva Eras            | Gefängnisdirektorin |
| Frank Gerstle      | Wolfgang Eichberger | Jim Hornsby         |
| Allen Nourse       | Paul Wagner         | Marvin Rickles      |
| Doye O’Dell        | Erich Fiedler       | Mississippi Mac     |
| Katherine Anderson | Tilly Lauenstein    | Mrs. Willoughby     |
| Alfred Linder      | Walter Bluhm        | Pete Tonelli        |
| Dean Cromer        | Boy Gobert          | Polizeibeamter      |
| Joseph Hamilton    | Otto Stoeckel       | Richter             |
| Bob Hopkins        | Walter Gross        | Verkäufer im TV     |